# Оберзімменталь-Заанен
Оберзімменталь-Заанен (нім. Verwaltungskreis Obersimmental-Saanen) — адміністративний округ у Швейцарії в кантоні Берн.
Адміністративний центр — Заанен.

## Громади
У таблиці наведено список громад округу станом на 2022 рік, населення та площа станом на 2019 рік.

| Українська назва | Оригінальна назва | Код BFS | Населення | Площа |
| ---------------- | ----------------- | ------- | --------- | ----- |
| Больтіген        | Boltigen          | 0791    | 1252      | 77,1  |
| Гштайг           | Gsteig            | 0841    | 970       | 62,4  |
| Заанен           | Saanen            | 0843    | 6817      | 120,1 |
| Лауенен          | Lauenen           | 0842    | 823       | 58,5  |
| Ленк             | Lenk              | 0792    | 2324      | 123,1 |
| Санкт-Штефан     | St. Stephan       | 0793    | 1330      | 60,9  |
| Цвайзіммен       | Zweisimmen        | 0794    | 3040      | 73,0  |